# 샤이닝 (영화)
《샤이닝》은 스탠리 큐브릭 감독이 1980년에 만든 공포 영화이다. 스티븐 킹이 쓴 동명의 소설이 원작이다. 잭 니콜슨이 주인공 잭 토랜스 역을 맡았고, 셸리 듀발이 그의 아내 웬디 역을 맡았다.
한겨울 고립된 호텔에서 서서히 미쳐가는 주인공의 광기를 섬뜩하게 그려냈다. 스테디캠을 효율적으로 사용한 미려한 영상으로 유명하다.
참고로, 샤이닝은 잭의 아들 대니의 '마음을 읽는 능력' 또는 '마음을 읽는 다른 존재들과 정신적으로 교감하는 능력'을 의미한다.

## 줄거리
콜로라도주에 있는 오버룩 호텔(Overlook Hotel)은 폭설로 인해 고립되는 겨울철에는 아예 영업을 하지 않고, 그 대신 관리인을 고용해 봄이 올 때까지 건물을 관리한다. 소설가 지망생인 잭 토랜스는 그의 가족들과 함께 외딴 호텔에서 작품 활동을 하기 위해서 아내 웬디와 아들 대니를 데리고 호텔로 온다. 겨울 동안 글을 쓸 생각에 들뜬 잭은 예전 관리인이 자기 두 딸과 아내를 죽이고 자신은 자살했다는 으시시한 이야기를 들어도 한귀로 흘릴 뿐이다.
잭의 아들 대니는 텔레파시 능력이 있다. 대니는 호텔에서 겨울을 날 것이라는 어머니의 이야기를 듣고 자신의 마음 속에 있는 상상속의 친구 토니에게 오버룩 호텔은 어떤 곳인지 물어본다. 선뜻 이야기하지 않으려던 토니는 대니의 간청에 못 이겨 엘리베이터 문이 열리면서 쏟아지는 피의 홍수, 파란 드레스와 흰 양말을 신은 쌍둥이 소녀의 모습 등 무시무시한 영상을 보여준다. 이 모습을 본 대니는 기절하고 만다.

## 출연

### 주연
- 잭 니콜슨 : 잭 토랜스 역
- 셸리 듀발 : 웬디 토랜스 역

### 조연
- 대니 로이드 : 대니 토랜스 역
- 스캣맨 크로더스 : 딕 홀로랜 역
- 베리 넬슨 : 스튜어트 울맨 역
- 필립 스톤 : 델버트 그래디 역
- 조 터켈 : 로이드 역
- 앤 잭슨 : 닥터 역
- 토니 버톤 : 래리 더킨 역
- 배리 데넨 : 왓슨 역
- 데이빗 박스트 : 포레스트 레인저 1 역
- 매닝 레드우드 : 포레스트 레인저 2 역
- 버넬 터커 : 경찰 역
- 제나 셸던
- 노먼 게이

## 기타
- 원작자: 스티븐 킹
- 미술: 로이 워커
- 의상: 밀레나 카노네로
- 속옷:비싼거

## 오마주
주성치는 2005년작 쿵푸 허슬에서 엘리베이터문이 열리며 쏟아지는 피바다장면을 연출하며 스탠리 큐브릭에게 오마주를 바쳤다.

## 영화 뒷이야기
- 완벽주의자로 유명한 스탠리 큐브릭 감독은 웬디가 야구 방망이를 휘두르면서 남편 잭이 가까이 다가오지 못하도록 위협하는 한 장면을 위해 120여 차례를 찍었다는 이야기가 있다.

## 쌍둥이 소녀
파란 드레스와 흰 양말을 신은 쌍둥이 소녀의 얼굴이 상당히 모순적이기도 한데, 한 명은 미소를 머금고 있고 한 명은 그리 밝지 않은 표정을 지니고 있다. 이 장면은 여성 사진 작가 다이안 아버스의 사진을 동기로 만든 장면이다.